# TRD RALLY CUP
TRD RALLY CUP（ラリーカップ）は、トヨタカスタマイジング＆ディベロップメントが主催する中級者向けのラリーシリーズ。略称はTRDC。

## 概要
2018年にプレシーズン２戦が開催され、2019年より正式にシリーズが開始された。参加車両はCUP-1のヴィッツ（NCP91/131）と、CUP-2の86/BRZ（ZN6/ZC6）のみ。改造範囲も制限が掛けられており、車両コストの低減と選手の参加のしやすさを狙ったラリーシリーズとなっている。競技自体は、単独で開催はされず、各地域で開催されている地方ラリー（地区戦）に編入される形で実施される。
2020年現在、オーディオブランドであるJBL（ハーマンインターナショナル株式会社）によるパートナーシップを受け、「TRD RALLY CUP by JBL」の名称で開催されている。

## クラス区分
CUP-1: ヴィッツ1,500cc限定（NCP91/NCP131）【車両規定：RJ/RPN/RF】
CUP-2: トヨタ８６／スバルBRZ（ZN6/ZC6)【車両規定：RJ/RPN/RF】

## レギュレーション
2019年シーズンまで、サスペンションに指定は無かったが、2020年シーズンからはTRD製の指定サスペンションによるワンメイク化が実施されている。また、クロスミッションの装着も認められていない（2020年シリーズ規則書）。

## リザルト
2019年（全5戦）

## リンク
TRD RALLY CUP (TRD Motorsports）
TRD RALLY CUP シリーズ規則書（2020年）
TRD RALLY CUP用サスペンション「CUP-SPEC DAMPER」（86/BRZ用）
TRD RALLY CUP用サスペンション「CUP-SPEC DAMPER」（ヴィッツ用）